# Kiko Argüello
Francisco José Gómez-Argüello Wirtz (Kiko Argüello) (León, Španjolska, 9. siječnja 1939.), španjolski slikar, jedan od osnivača Neokatekumenskog puta.

## Životopis
Rodio se u Leónu (Španjolska) 9. siječnja 1939. Studira Lijepe umjetnosti na Akademiji San Fernando u Madridu, gdje postiže naslov profesora slikarstva i crtanja. Godine 1959. dobiva prestižnu državnu nagradu za slikarstvo. Nakon duboke egzistencijalne krize u njemu se rađa ozbiljno obraćenje koje ga dovodi do toga da posveti cijeli svoj život Kristu i Crkvi. Godine 1960., zajedno s kiparom Coomontesom i vitražistom Muñozom De Pablosom, utemeljuje grupu za istraživanje i razvoj sakralne umjetnost ˝Gremio 62˝, s kojom ostvaruje razne izložbe u Madridu (Biblioteca Nacional). Ministarstvo kulture izabralo je grupu da predstavlja Španjolsku na Svjetskoj izložbi sakralne umjetnosti u Royanu (Francuska) 1960. godine. U to isto vrijeme Argüello izlaže neka svoja djela u Nizozemskoj (galerija Nouvelles Images).
Uvjeren da je Krist prisutan u trpljenju nezaštićenih, 1964. odlazi živjeti među najsiromašnije, u barake Palomeras Altasa u predgrađu Madrida, gdje započinje djelovanje koje je danas poznato kao Neokatekumenski put. Uz Carmen Hernández i don Marija Pezzija Kiko Argüello danas je odgovoran na svjetskoj razini za Neokatekumenski put koji je već prisutan u 101 državi na pet kontinenata.
Rađa se tako prva zajednica među siromasima u kojoj se čini vidljivom ljubav Krista Raspetoga i koja se pretvara u ˝sjeme˝ koje se, zahvaljujući tadašnjem madridskom nadbiskupu mons. Casimiru Morcillu, sije po župama Madrida, kasnije i u Rimu, a poslije i u ostalim državama. Malo po malo, oblikuje se Put kršćanske inicijacije za odrasle koji otkriva i obnavlja bogatstvo krštenja. Kiko Argüello i talijanski svećenik don Mario Pezzi danas su odgovorni na svjetskoj razini za Neokatekumenski put koji je već prisutan u 101 državi na pet kontinenata.

## Djela
Napisao više djela, od kojih se ističe:
- Kerigma

## Vanjske poveznice
|  | Wikizvor ima izvorna djela autora: Kiko Argüello o otajstvu trpljenja nevinih |
|  | Wikicitati imaju zbirke citata o temi Kiko Argüello                           |